# 일사각오
"일사각오"는 2016년에 개봉한 대한민국의 영화이다.

## 캐스팅
- 이지형 : 주기철 역
- 설지윤 : 오정모 역
- 최원 : 주광조 역
- 이대로 : 이승훈 역
- 서광재 : 조만식 역
- 하정훈 : 어린 주기철 역
- 유제상 : 김동원 장로 역
- 정기항 : 유계준 장로 역
- 권오균 : 오윤선 장로 역
- 안현정 : 안이숙 역
- 박영우 : 교인1 역